# Sorbus eburnea
Sorbus eburnea är en rosväxtart som beskrevs av Mcall.. Sorbus eburnea ingår i släktet oxlar, och familjen rosväxter. Inga underarter finns listade i Catalogue of Life.